# Próchnik (підприємство)
Próchnik – акціонерне товариство, зареєстроване на Варшавській фондовій біржі з зареєстрованим офісом у Лодзі. Займалася виробництвом чоловічого одягу. Включаючи пальта, піджаки, костюми, сорочки та краватки.

## Історія
Компанія Próchnik почала працювати в Лодзі в 1948 році як комбінат швейної промисловості імені Адама Прухніка. Він був створений шляхом націоналізації заводів, що належали Е. Мартіну, Н. Норенбергу, А. Краузею. У наступні роки компанія розширила свою діяльність, ставши одним із найважливіших брендів у Народній Республіці Польща, досягнувши високого статусу в 1970-х роках. ХХ ст.
З 1991 року компанія була зареєстрована на Варшавській фондовій біржі, як одна з перших 5 компаній, зареєстрованих на першій біржовій сесії, яка відбулася 16 квітня 1991 року. Він також був найдовшим із них, оскільки до банкрутства компанії у 2018 р.
Наприкінці першого десятиліття 21 століття виробництво було перенесено до Китаю. З весни 2014 року виробництво знову відбувається в Польщі.
У травні 2018 року компанія подала заяву про банкрутство до 14-го комерційного відділу з питань банкрутства та реструктуризації Окружного суду міста Лодзь – Середмістя. Через місяць Суд виніс рішення про банкрутство компанії, яке набрало законної сили 28 липня 2018 року. Компанію було виключено з торгів на Варшавській фондовій біржі 18 січня 2019 року.
Бренд одягу Próchnik повернувся на польський ринок у 2022 році. Товарний знак перейшов у арбітражного керуючого компанії Premium Fashion, акціонером якого є Томаш Чопала, президент і власник Lancerto SA.